# کلیسای جامع بانوی ما (آنتورپ)
کلیسای جامع بانوی ما (به هلندی: Onze-Lieve-Vrouwekathedraal) (به انگلیسی: Cathedral of Our Lady) یک کلیسای جامع کاتولیک در آنتورپ بلژیک است. اسقف‌نشین آنتورپ در سال ۱۳۵۲ آغاز شد و اگرچه اولین مرحله ساخت و ساز در سال ۱۵۲۱ به پایان رسیده هرگز تکمیل نشده است. در سبک معماری گوتیک توسط معماران این بنا جان و پیتر اپلمنز ساخته شده است. این مجموعه شامل تعدادی از آثار قابل توجه باروک توسط نقاش پیتر پل روبنز و همچنین نقاشی‌های هنرمندانی مانند اتو ون وین، ژاکوب د دایر و مارتن د ووس است.

کلیسای جامع بانوی ما در فهرست میراث جهانی یونسکو قرار دارد.

## تاریخچه
جایی که کلیسای جامع در حال حاضر قرار دارد یک کلیسای کوچک از بانوی ما (مریم) از قرن ۹ تا قرن ۱۲ میلادی است که در سال ۱۱۲۴ وضعیت کلیسای جامع را به دست آورد. در طول قرن دوازدهم کلیسای کوچک را با یک کلیسای بزرگ به سبک رومی (۸۰ متر (۲۶۰ فوت) طول و ۴۲ متر (۱۳۸ فوت) عرض جایگزین شد.

در سال ۱۳۵۲ میلادی ساخت و ساز در کلیسای جدید بانوی ما آغاز شد که تبدیل به بزرگترین کلیسای گوتیک در بلژیک شد. در ابتدا باید دو برج با ارتفاع مساوی داشته باشد. در سال ۱۵۲۱ پس از نزدیک به ۱۷۰ سال کلیسای جدید بانوی ما آماده بود.

در طول شب پنجم و ششم اکتبر ۱۵۳۳ کلیسای جدید به طور عمده توسط آتش سوزانده شد اما شوالیه لانسولت دوم موفق به نجات ساختمان شد. بنابراین تکمیل برج دوم به تعویق افتاد که منجر به تعویق نهایی آن شد. علاوه بر این کلیسا به تنها کلیسای اسقف اعظم آنتورپ در سال ۱۵۵۹ تبدیل شد اما این عنوان را از سال ۱۸۰۱ تا ۱۹۶۱ پس از کنکوردا سال ۱۸۰۱ از دست داد. در طول شمایل‌شکنی ۲۰ اوت ۱۵۶۶ (بخشی از طوفان در آغاز جنگ هشتادساله) پروتستان‌ها بخش بزرگی از داخل کلیسای جامع را نابود کردند. بعدها زمانی که آنتورپ در سال ۱۵۸۱ تحت حکومت پروتستان قرار گرفت تعدادی از گنجینه‌های هنری یکبار دیگر نابود، حذف و یا فروخته شدند. احیای مقامات کاتولیک رومی در سال ۱۵۸۵ با سقوط آنتورپ به پایان رسید.

در سال ۱۷۹۴ انقلابیون فرانسه که منطقه را فتح کردند کلیسای جامع بانوی ما را غارت کرده و به آن آسیب جدی وارد کردند. در حدود ۱۷۹۸ دولت فرانسه قصد داشت ساختمان را تخریب کند اما پس از هر ضربه کلیسای جامع قادر به بازیابی بود. در سال ۱۸۱۶ آثار مهم هنری مختلف از پاریس بازگشته و در طول قرن نوزدهم کلیسا به طور کامل بازسازی شد.

بین سال های ۱۹۶۵ و ۱۹۹۳ یک ترمیم کامل انجام شد.

## اطلاعات معماری
طول یکی از برج‌های کامل شده ۱۲۳ متر (۴۰۴ فوت) است که بلندترین برج کلیسا در بنلوکس می‌باشد. کارل پنجم اظهار داشت که برج باید تحت شیشه نگهداری شود و ناپلئون بناپارت برج را با توری مچلین سنجید. بزرگترین زنگ در برج نیاز به ۱۶ زنگ دارد.

## آثار هنری مهم

نگاره‌ای از پنجره‌های نقاشی‌شدهٔ کلیسای جامع بانوی ما.

کلیسای جامع دارای برخی از آثار هنری عمده است:
- بالا بردن صلیب - پیتر پل روبنس
- پذیرفتن مریم مقدس - پیتر پل روبنس
- فرود از صلیب - پیتر پل روبنس

بالا بردن صلیب و فرود از صلیب توسط فرانسه مصادره گشته اما در قرن نوزدهم به کلیسای جامع بازگردانده شدند.

## نگارخانه

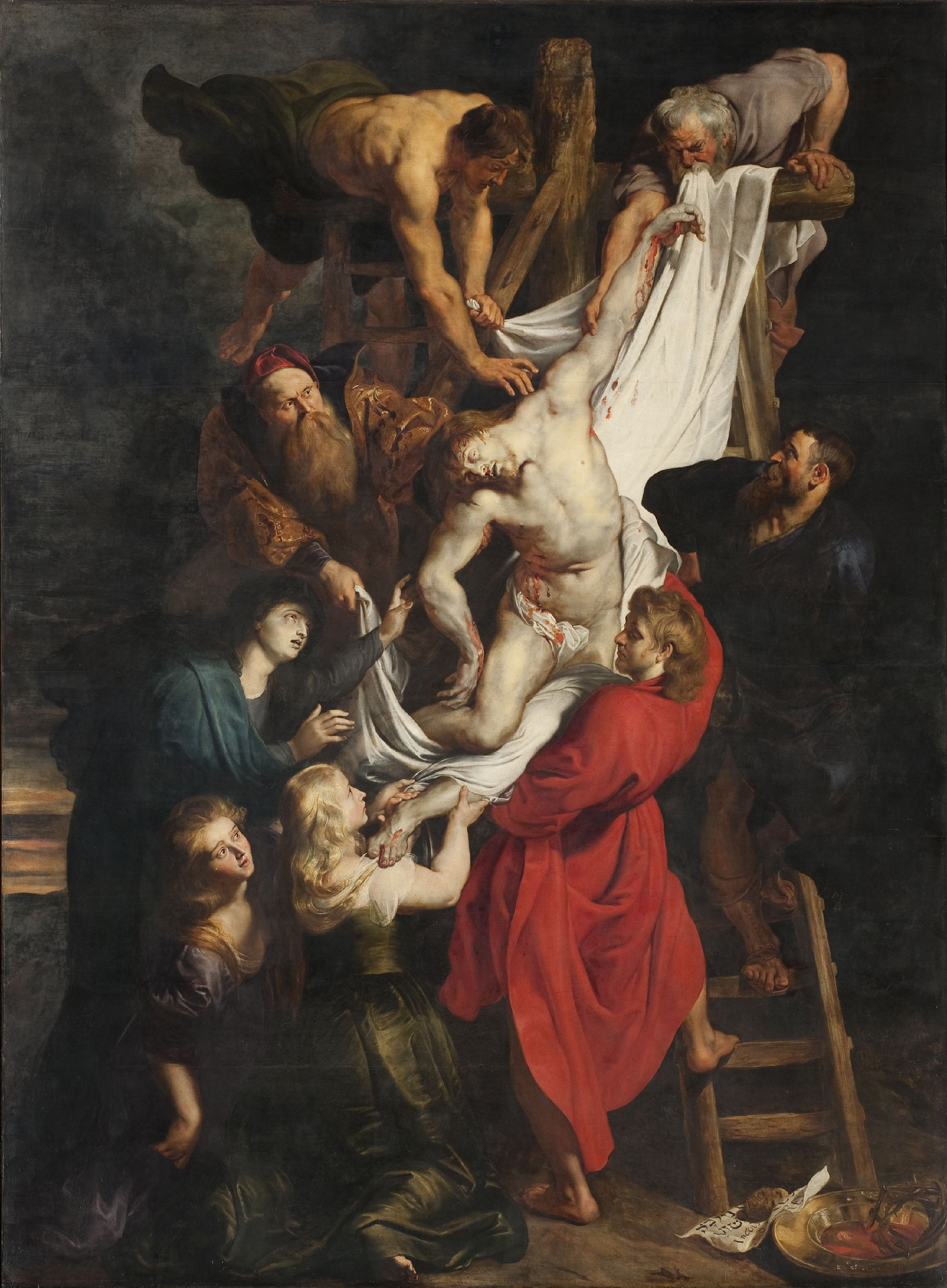
فرود از صلیب
بین ۱۶۱۲ و ۱۶۱۴ م.
اثر پیتر پل روبنس

## آمار و ارقام
- طول داخلی: ۱۱۸ متر (۳۸۷ فوت)
- ارتفاع برج شمالی: ۱۲۳ متر (۴۰۴ فوت)
- ارتفاع برج جنوبی: ۶۵٫۳ متر (۲۱۴ فوت)
- ارتفاع میدان مرکزی: ۲۸ متر (۹۲ فوت)
- بیشینه عرض ناف: ۵۳٫۵ متر (۱۷۶ فوت)
- ظرفیت: ۲٬۴۰۰ صندلی. در اصل، کلیسای جامع می‌تواند ۲۵٬۰۰۰ نفر را نگه دارد.
- کلیسای جامع دارای ۷ راهرو، ۱۲۵ ستون و ۱۲۸ پنجره (۵۵ رنگ) است.
- در سال ۱۵۳۳ در کلیسای جامع ۵۷ بنای دزدی وجود داشت.
- کلیسای جامع دارای یک کارلون با ۴۹ زنگ است.
- تعمیر و نگهداری کلیسای جامع ۱٫۵ میلیون یورو هزینه در سال دارد.